# Dysphania percota

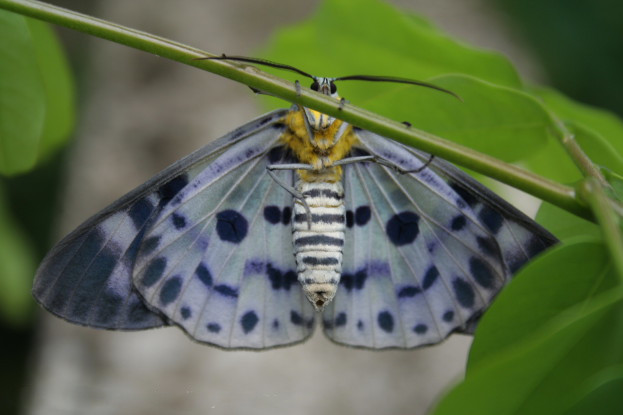
Flügelunterseite

Dysphania percota (Syn. Euschema percota) ist ein in Asien vorkommender Schmetterling (Nachtfalter) aus der Familie der Spanner (Geometridae).

## Merkmale

### Falter
Die Flügelspannweite der Falter beträgt durchschnittlich 82 bis 84 Millimeter. Weibchen können maximal 96, Männchen maximal 90 Millimeter erreichen. Die Grundfarbe aller Flügeloberseiten ist bei beiden Geschlechtern blau, bei frisch geschlüpften Exemplaren Azurblau, bei länger geflogenen verblasst die Farbe zu einem matten Hellblau. Die Region zwischen Apex und Mittelfeld auf der Vorderflügeloberseite ist schwarz. Eine ebenfalls schwarze Querlinie umschließt die Basalregion. Im Mittelfeld heben sich zwei schwarze Punkte ab. Die Hinterflügeloberseite ist ebenfalls mit einem Muster von schwarzen Punkten und Linien versehen, wobei der Mittelpunkt besonders groß ausgebildet ist und am Saum eine Reihe kleiner schwarzer Punkte verläuft. Die Flügelunterseiten bilden die Zeichnung der Vorderseiten in leicht abgeschwächter Intensität ab. Der Hinterleib ist schwarz/weiß geringelt.

### Ei
Die Eier haben eine orangegelbe bis gelbbraune Farbe, eine sehr flache zylindrische Form und sind an der Mikropyle eingedellt. Sie werden in Spiegeln an Zweigen, Ästen und Stämmen der Nahrungspflanze abgelegt.

### Raupe
Frisch geschlüpfte Raupen sind zeichnungslos gelb gefärbt. Auffällig ist der große Kopf. Im zweiten Stadium sind bereits schwarze Punkte auf den einzelnen Körpersegmenten zu erkennen, die in den nachfolgenden Stadien vermehrt erscheinen und auch beginnende grünliche Längsstreifen zeigen. Ausgewachsen haben sie eine orange gelbe Grundfarbe, von der sich eine breite, türkisfarbene Rückenlinie und gleichfarbige Seitenstreifen mit großen schwarzen Flecken abheben.

### Puppe
Die Puppe hat eine rotbraune Farbe und ist an den Seiten mit weißen, kreisrunden, schwarz gekernten Flecken versehen. Am Kopf heben sich zwei schwarze Augenflecke ab. Vor Fressfeinden ist sie geschützt, da sie meist in Blättern eingerollt liegt.

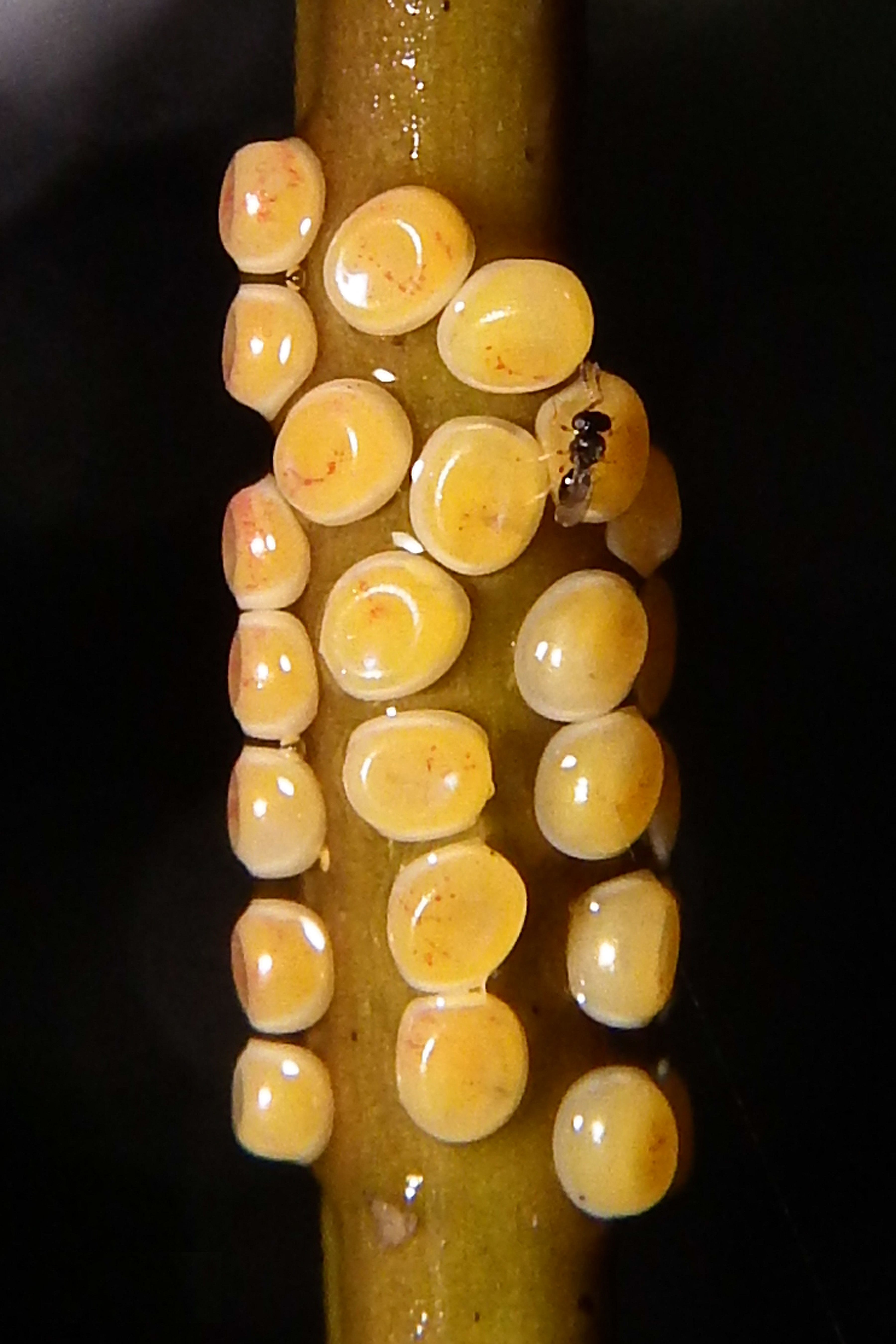
Eier
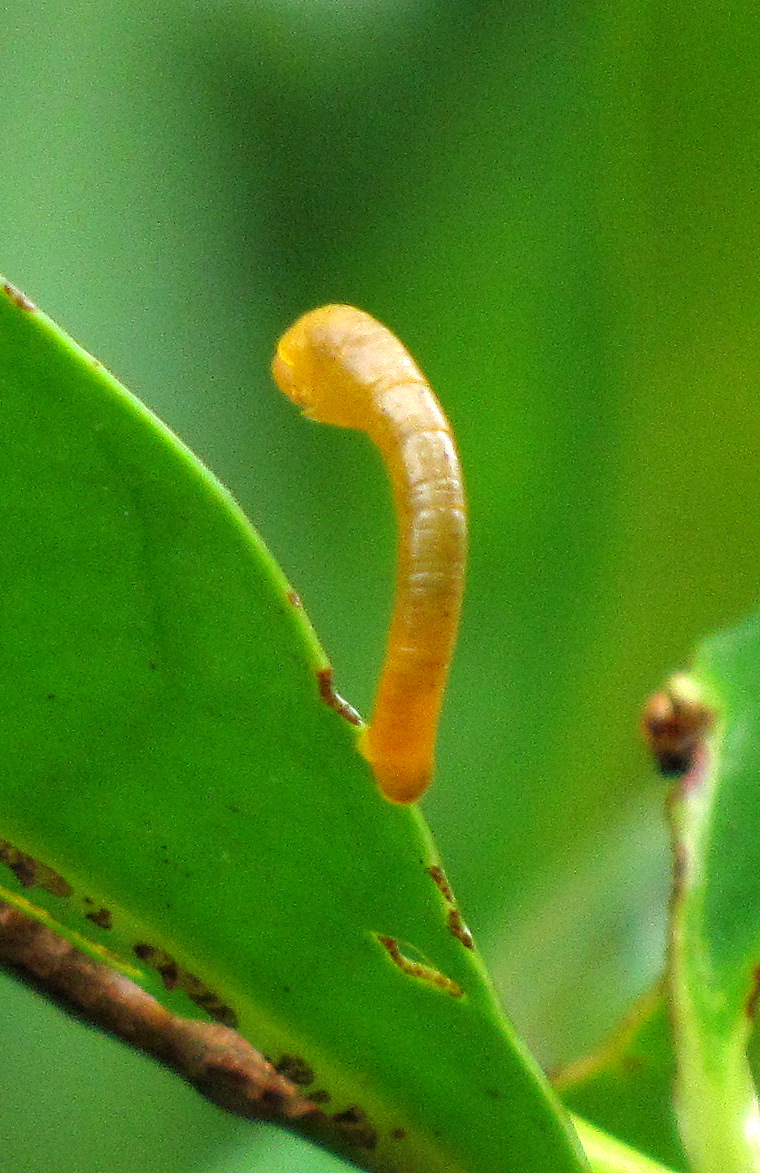
Junge Raupe
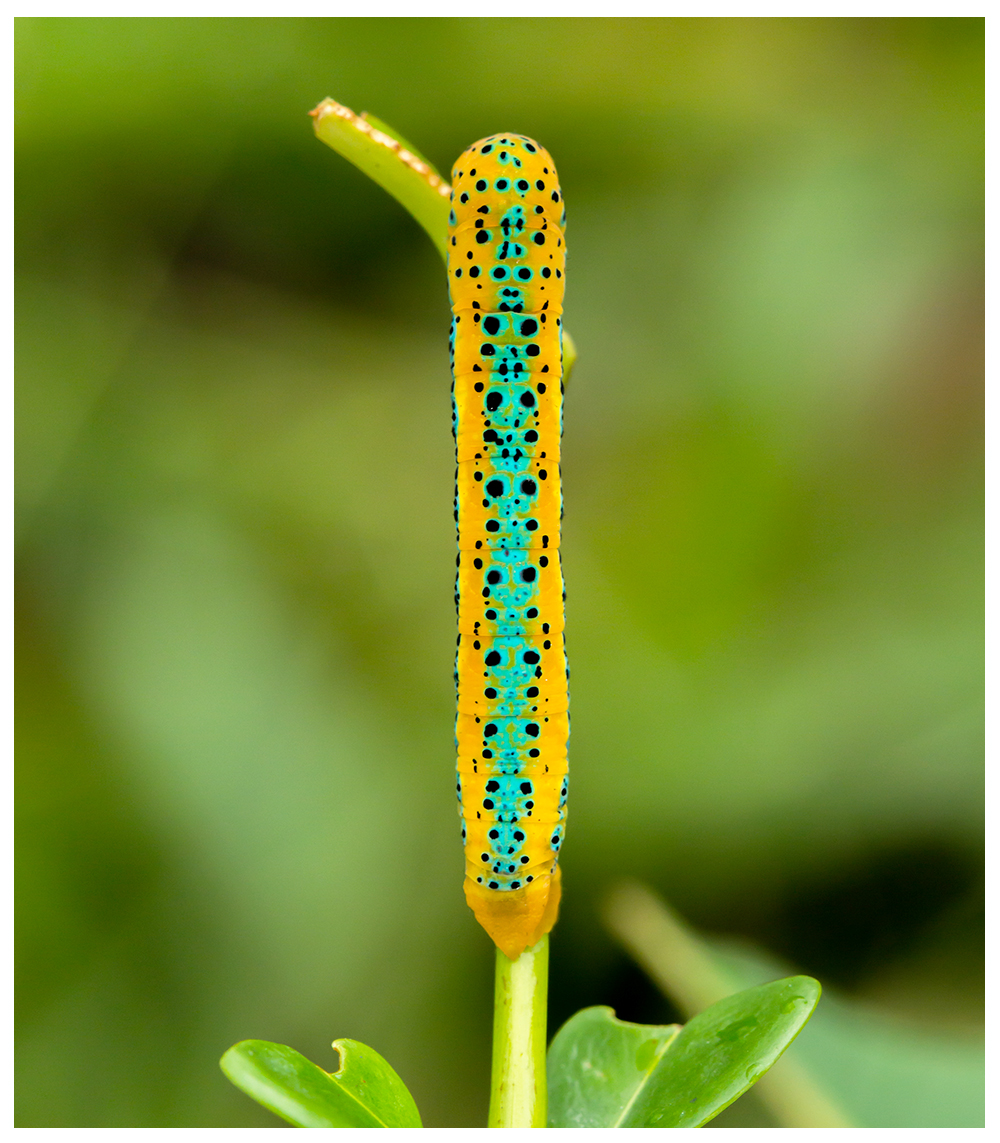
Raupe dorsal
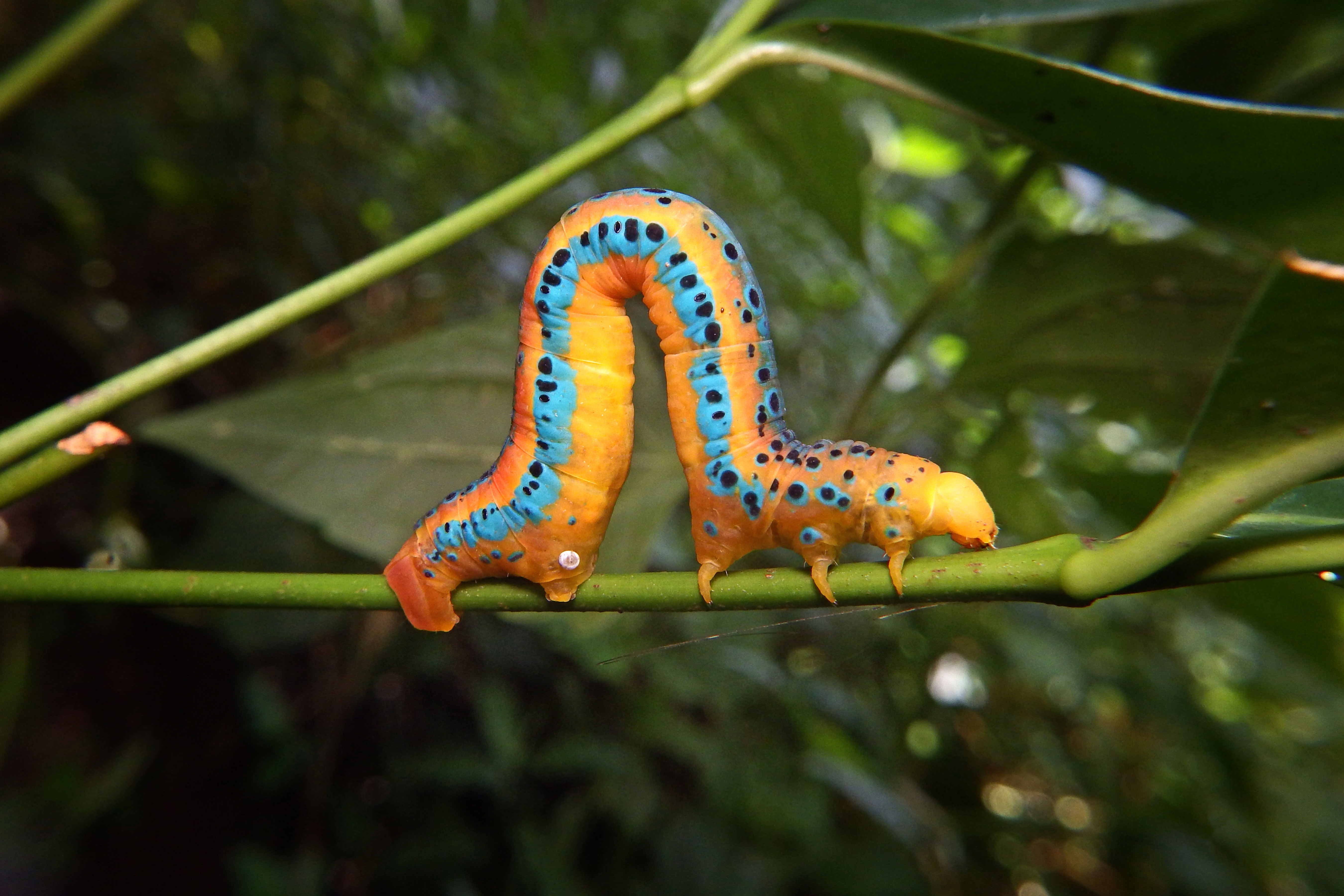
Spannende Raupe
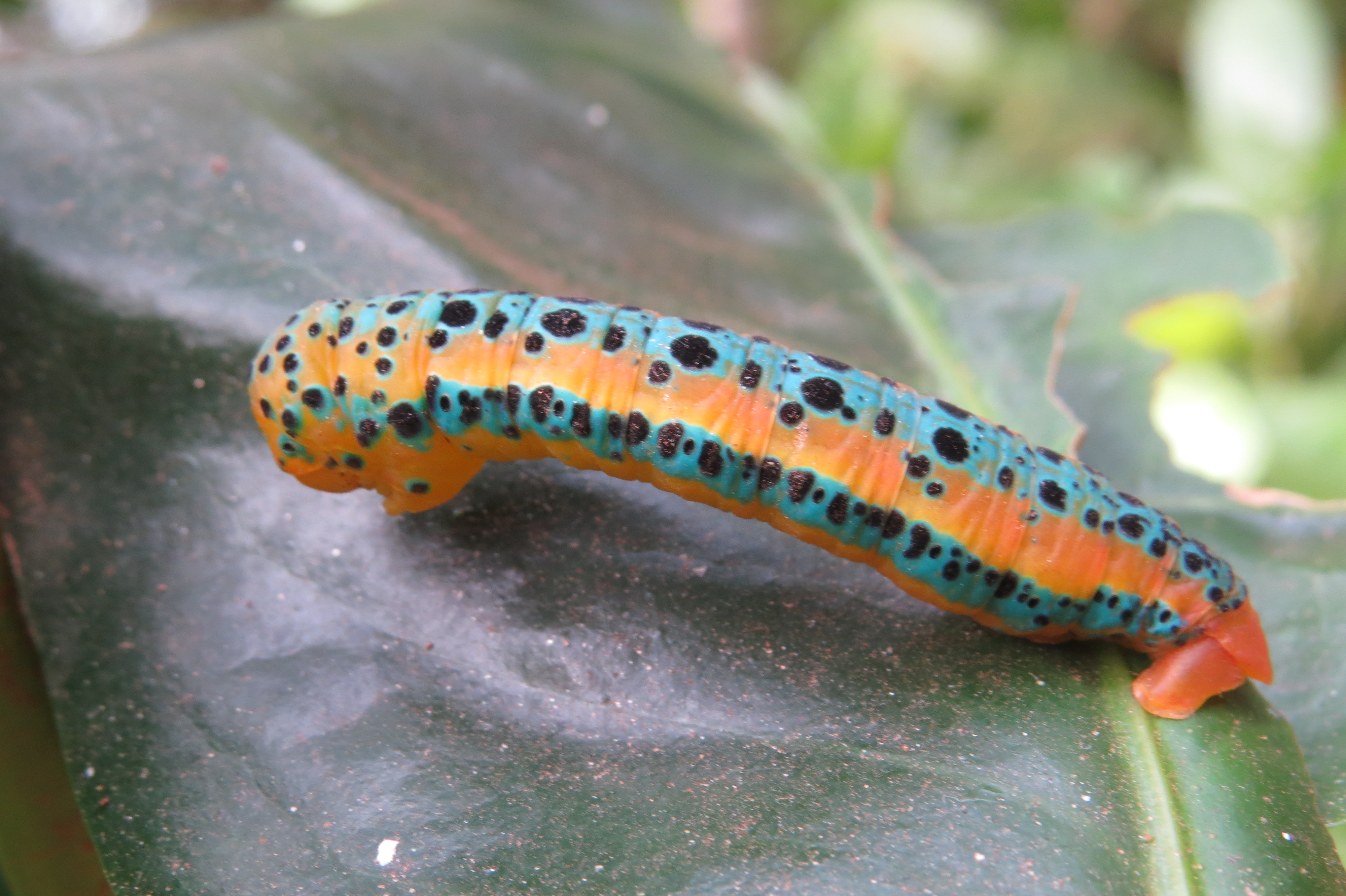
Ausgewachsene Raupe lateral
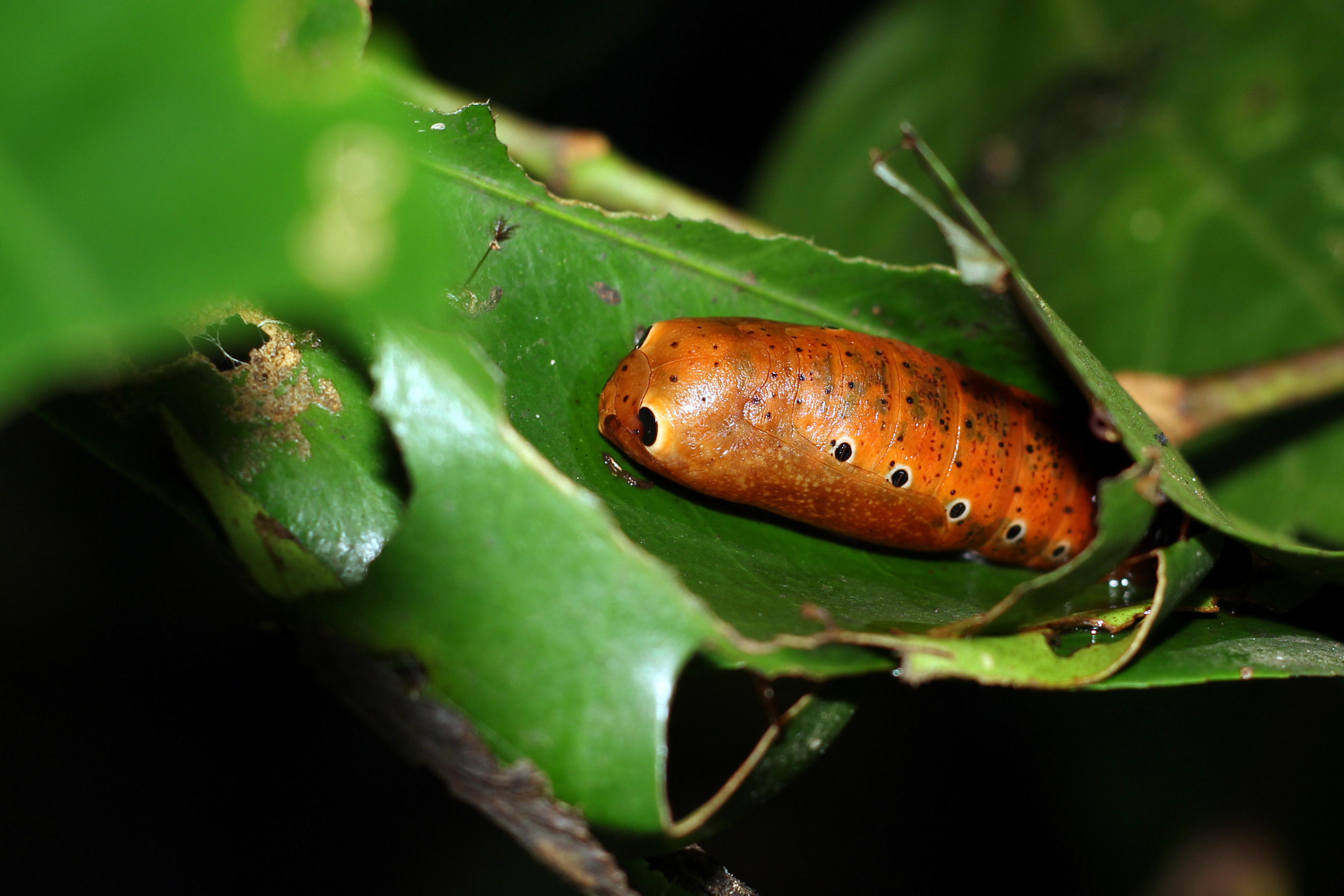
Puppe

### Ähnliche Arten
Falter von Dysphania palmyra zeigen auf den Hinterflügelunterseiten nahe am Analwinkel meist einen gelben Fleck, der bei Dysphania percota stets fehlt.

## Verbreitung und Vorkommen

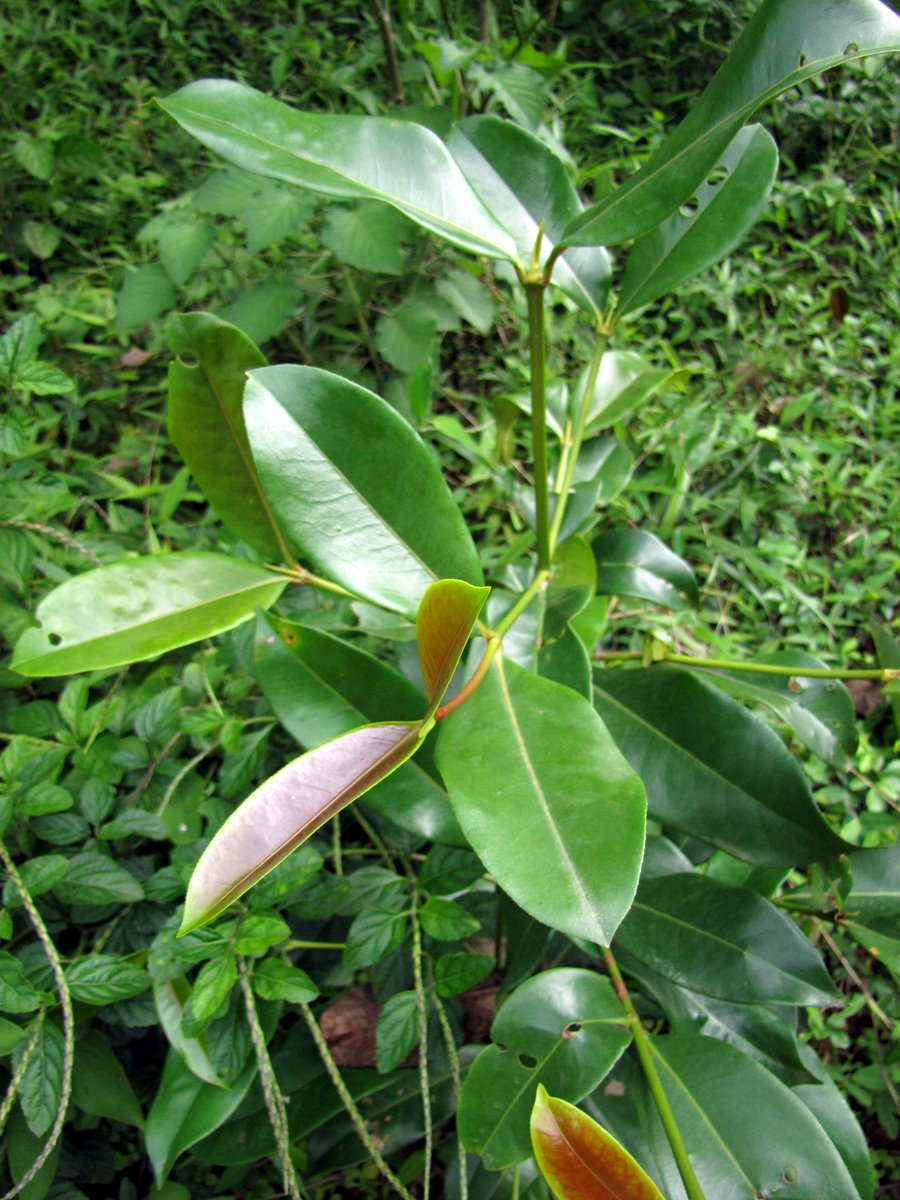
Carallia brachiata, die Hauptnahrungspflanze der Raupen

Dysphania percota kommt im Süden und Südwesten Indiens vor. Die
Art besiedelt in erster Linie Wälder, in denen die Nahrungspflanzen der Raupen wachsen.

## Lebensweise
Die Falter fliegen in fortlaufenden Generationen das ganze Jahr hindurch, schwerpunktmäßig im August. Die Raupen ernähren sich bevorzugt von den Blättern von Carallia brachiata, einer zu den Rhizophoragewächsen (Rhizophoraceae) zählenden Pflanze. Jahrweise treten sie dabei schädlich auf.